# 西恩·史東
西恩·克里斯多福·史東（英語：Sean Christopher Stone，1984年12月29日—）是美國演員、導演、製片人和電視節目主持人，名導奧利佛·史東的兒子。

## 生平
出生於紐約市，是奧利佛·史東和伊莉莎白·伯基·考克斯（Elizabeth Burkit Cox）所生的兒子。
史東曾參演多部電影，其中包括了十幾部他父親執導的電影，如《門》、《誰殺了甘迺迪》、《閃靈殺手》等。
2012年2月，史東在伊朗拍攝紀錄片時信奉什葉派伊斯蘭教，一時間成為媒體關注的焦點。
自2015年起，西恩·史東和泰瑞·溫圖拉（Tyrel Ventura）（前明尼蘇達州州長傑西·溫圖拉的兒子）和塔貝莎·華萊士（Tabetha Wallace）在RT美國台上共同主持節目《Watching the Hawks》。

## 外部連結
- 官方网站 （英文）
- 西恩·史東的X（前Twitter） （英文）
- 西恩·史東的Instagram帳戶 （英文）
- 西恩·史東在互联网电影资料库（IMDb）上的資料（英文）
- 在AllMovie上西恩·史東的頁面（英文）
- 西恩·史東在豆瓣上的资料（简体中文）